# Rhacophorus pseudomalabaricus
Rhacophorus pseudomalabaricus är en groddjursart som beskrevs av Vasudevan och Sushill K. Dutta 2000. Rhacophorus pseudomalabaricus ingår i släktet Rhacophorus och familjen trädgrodor. IUCN kategoriserar arten globalt som akut hotad. Inga underarter finns listade i Catalogue of Life.